# Jożef Sabo
Jożef Jożefowycz Sabo, ukr. Йожеф Йожефович Сабо, węg. József Szabó (ur. 29 lutego 1940 w Użhorodzie) – ukraiński piłkarz pochodzenia węgierskiego, grający na pozycji pomocnika lub środkowego obrońcy, reprezentant ZSRR, trener piłkarski.

## Kariera piłkarska

### Kariera klubowa
Pierwszy trener Zołtan Djorfi. Karierę piłkarza rozpoczynał w prowincjonalnym amatorskim klubie Chimik Kałusz. Kolejne dwa lata spędził w drużynie Spartaka Użhorod, kiedy to w 1959 stał się zawodnikiem słynnego Dynama Kijów. Z klubem tym zdobywał najwięcej sukcesów. Po dziesięciu latach gry w Kijowie przeniósł się do Zori Ługańsk. W 1971 wyjechał do Moskwy, aby reprezentować barwy tamtejszego Dynama. Z klubem z Moskwy nie odniósł żadnych sukcesów na niwie krajowej, jednak w 1972 Dynamo grało w finale Pucharu Zdobywców Pucharów (przegranym 2:3 z Rangers), a Sabo był kapitanem moskiewskiej ekipy. W tym klubie zakończył piłkarską karierę.

### Kariera reprezentacyjna
3 października 1965 zadebiutował w reprezentacji Związku Radzieckiego w spotkaniu towarzyskim z Grecją wygranym 4:1. W sbornej Sabo zagrał 40 razy, strzelił 5 goli. Był w składzie ekipy ZSRR na mistrzostwach świata w 1962 (ćwierćfinał) i 1966 (IV miejsce). Ponadto występował w olimpijskiej reprezentacji Związku Radzieckiego, w składzie której zdobył brązowy medal na olimpiadzie w Monachium 1972.

## Kariera trenerska
Pod koniec lat 70. Sabo prowadził Zorię Ługańsk, SKA Kijów oraz Dnipro Dniepropietrowsk, jednak z żadnym z tych klubów nie osiągnął nic szczególnego. Niedługo po uzyskaniu przez Ukrainę niepodległości i utworzeniu Wyszczej Lihi objął funkcję trenera Dynama Kijów, z trzykrotnie zdobywał mistrzostwo Ukrainy i dwa razy puchar Ukrainy. Prowadził również przez 3 eliminacje reprezentację Ukrainy. Od 2000 pełnił także funkcję wiceprezydenta Dynama Kijów. W 2009 wykonywał funkcję zastępcy kierownika Komitetu narodowych reprezentacji Ukrainy.

## Sukcesy i odznaczenia

### Sukcesy klubowe
- finalista Pucharu Zdobywców Pucharów: 1972
- mistrz ZSRR: 1961, 1966, 1967, 1968
- wicemistrz ZSRR: 1960, 1965, 1969
- zdobywca Pucharu ZSRR: 1964, 1966

### Sukcesy reprezentacyjne
- IV miejsce mistrzostw świata: 1966
- brązowy medalista igrzysk olimpijskich w Monachium: 1972

### Sukcesy trenerskie
- mistrz Ukrainy: 1994, 1995, 1996, 1997
- zdobywca Pucharu Ukrainy: 1996, 2005

### Sukcesy indywidualne
- został wybrany do listy 33 najlepszych piłkarzy ZSRR – 5 razy (2 razy jako nr 1).

### Odznaczenia
- tytuł Zasłużony Mistrz Sportu ZSRR.
- tytuł Zasłużony Trener Ukraińy.
- Order „Za zasługi” III klasy: 1999[4]
- Order „Za zasługi” II klasy: 2004[5].
- Order „Za zasługi” I klasy: 2011[6]